# Lucia Mara
Lucia Mara (nume complet Lucia Mara Eftimia Stoica; n. 6 februarie 1935 – d. 14 iulie 2013) a fost o actriță română de teatru și film.

## Carieră
Lucia Mara a absolvit în 1957 Universitatea Națională de Artă Teatrală și Cinematografică „Ion Luca Caragiale” din București. În anul următor a fost angajată la Teatrul „Lucia Sturdza Bulandra”, unde a rămas pe tot parcursul carierei sale. A jucat și în mai multe filme. Ea a fost căsătorită cu Benedict Dabija și Lazăr Vrabie.

## Roluri în teatru
- Menajera de sticlă, de Tennessee Williams, 1960 – Laura
- Costache și viața interioară, de Paul Everac, 1962 – Felicia Mălureanu
- Un tramvai numit dorință, de Tennessee Williams, 1965 – Stella Kowalski
- Puricele în ureche, de George Feydeau, 1969 – Lucienne
- Hedda Gabler, de Henrik Ibsen, 1975 – Doamna Ekusted
- Azilul de noapte, de Maxim Gorki, 1975 – Natașa

## Filmografie
- Erupția (1957) – Bica
- Mingea (1959) – profesoară de muzică
- Cinci oameni la drum (1962) – Ioana
- Mutter Courage (teatru TV, 1962)
- Mai presus de orice (1978) – femeia însărcinată
- Întoarcerea din iad (1983) – soția lui Grigor Albu
- Flăcări pe comori (1988) – Marina Rodean
- Romeo și Julieta la sfârșit de noiembrie (teatru TV, 1990) – Jarus